# Claypool (Indiana)
Pour les articles homonymes, voir Claypool.
Claypool est une municipalité située dans le comté de Kosciusko, dans l’État de l'Indiana, aux États-Unis. Lors du recensement de 2020, elle comptait 396 habitants.